# Коуп (Јужна Каролина)
Коуп (енгл. Cope) град је у америчкој савезној држави Јужна Каролина.

## Демографија
По попису из 2010. године број становника је 77, што је 30 (-28,0%) становника мање него 2000. године.
| Група             | 2000.      | 2010.      |
| Белци             | 44 (41,1%) | 44 (57,1%) |
| Афроамериканци    | 63 (58,9%) | 31 (40,3%) |
| Азијати           | 0 (0,0%)   | 0 (0,0%)   |
| Хиспаноамериканци | 3 (2,8%)   | 0 (0,0%)   |
| Укупно            | 107        | 77         |